# Wicked Wonderland
Wicked Wonderland è il settimo album di Lita Ford, pubblicato nel 2009 per l'etichetta discografica Edel Music.

## Tracce
Tutte le tracce sono state composte da Ford, Hampton, Gillette.
1. Crave 3:45
2. Piece (Hell Yeah) 3:41
3. Patriotic Sob 4:32
4. Scream for Me 3:57
5. Inside 4:12
6. Wicked Wonderland 3:49
7. Indulge 4:42
8. Love 	5:31
9. Betrayal 3:58
10. Sacred 4:34
11. Truth 3:55
12. Everything 3:35
13. Bed 6:51
14. Garden 4:06
15. Push 4:16 (bonus track)

## Formazione
- Lita Ford - voce, chitarra
- Jim Gillette - voce
- Greg Hampton - basso, chitarra ritmica, tastiere
- Stet Howland - batteria
- Chris Collier - batteria